# Gustav von Hüfner

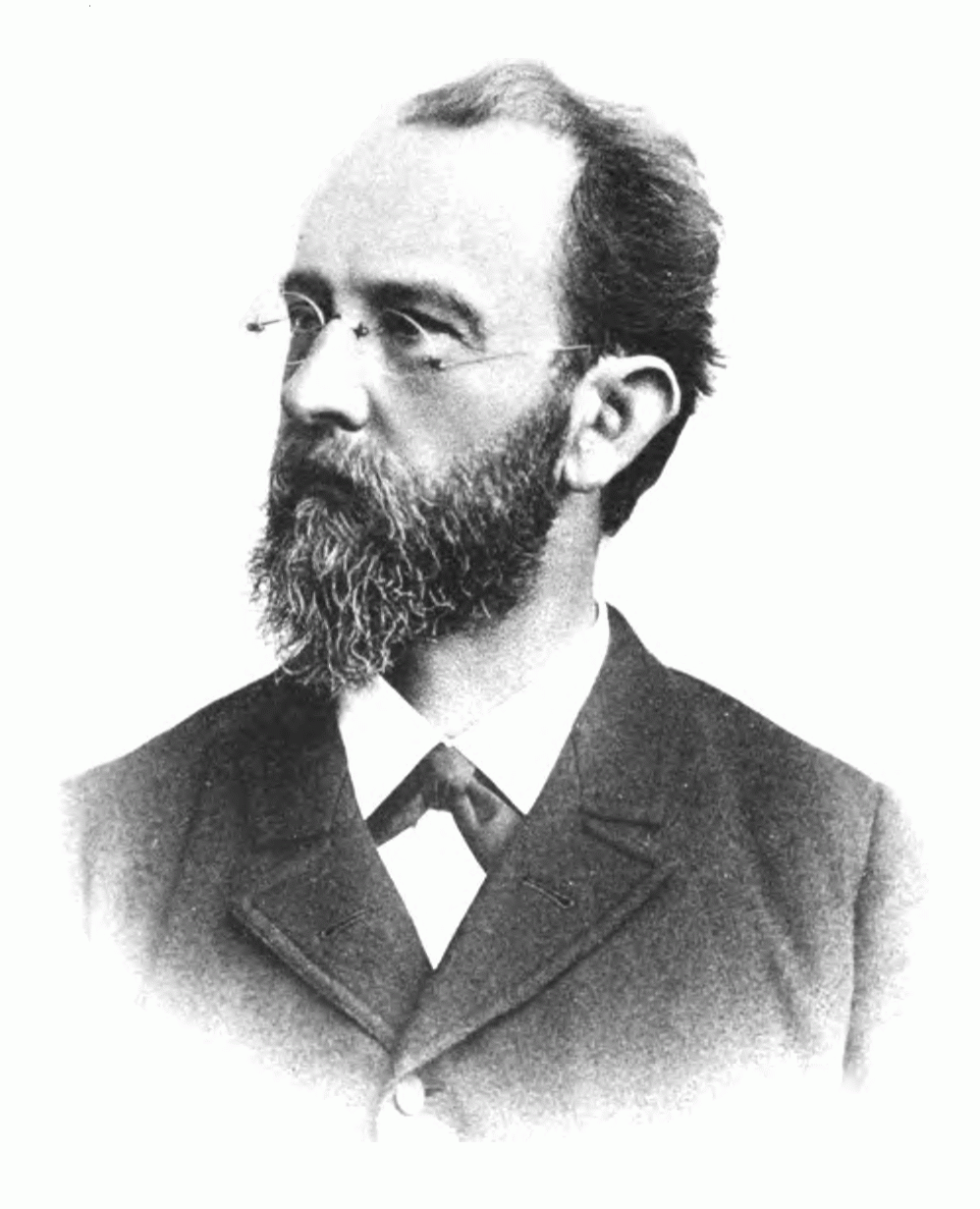
Gustav von Hüfner (Porträt aus der Zeitschrift für physiologische Chemie vom 12. November 1908)

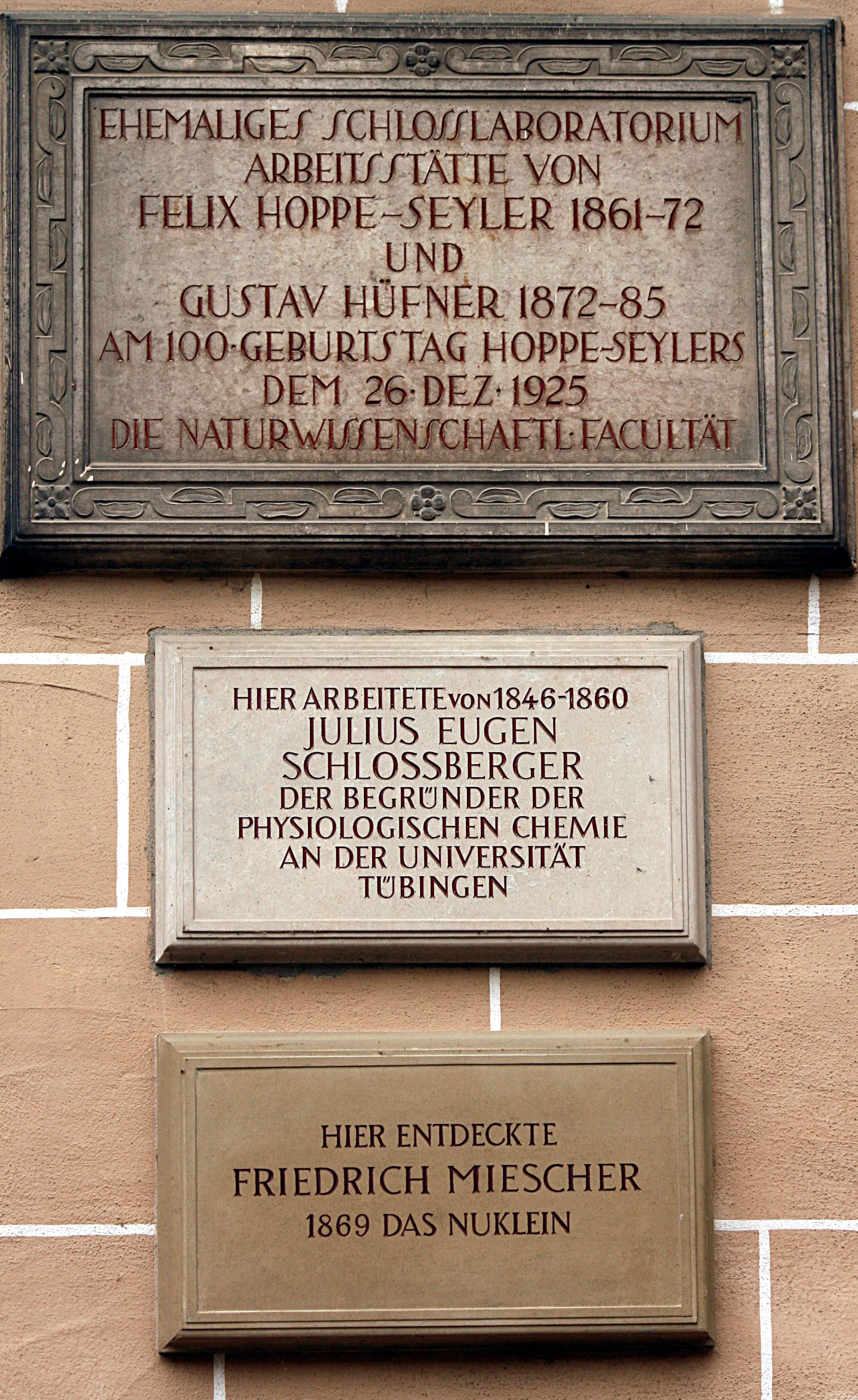
Gedenktafel (oben im Bild),
am Tübinger Laboratorium 1925 angebracht.

Gustav Hüfner, ab 1895 von Hüfner, (* 13. Mai 1840 in Köstritz; † 14. März 1908 in Tübingen) war ein deutscher Chemiker.
Hüfner studierte in Leipzig und Jena. Er promovierte 1866 und arbeitete zunächst bei Robert Wilhelm Bunsen im Bereich der physikalischen Chemie. Nachdem er die Chemische Abteilung des Leipziger Physiologischen Instituts geführt hatte, übernahm er später das Physiologisch-chemische Institut in Tübingen.
Einer seiner Arbeitsschwerpunkte war die Chemie des Hämoglobins. Dabei konnte er bestimmen, wie viel Sauerstoff von 1 g Hämoglobin gebunden werden kann, ein Wert, der als Hüfner-Zahl bezeichnet wird.
Im Jahr 1882 wurde Hüfner zum Mitglied der Leopoldina gewählt, 1895 wurde er mit dem Ehrenkreuz des Ordens der württembergischen Krone ausgezeichnet, welches mit dem persönlichen Adelstitel verbunden war.